# 桧柏臀纹粉蚧
桧柏臀纹粉蚧（学名：Planococcus vovae）是一种隶属于半翅目蚧次目粉蚧科臀纹粉蚧属的昆虫。原产于欧洲、地中海地区和亚洲西南部。寄主主要为柏科下的扁柏属、柏属、刺柏属和崖柏属等20余种植物。